# Tesna koža 3
Tesna koža 3 (dt.: Enge Haut) ist der dritte Teil der 4-teiligen Filmreihe Tesna koža, deren Teile zu den meistgesehenen Filmen des ehemaligen Jugoslawien gehören. Der 1988 produzierte Film entstand unter der Regie von Aleksandar Đorevic.

## Handlung
Auf der Fahrt zur Arbeit verliert Pantić seine Tasche. Durch Zufall findet er dafür eine andere und muss erstaunt feststellen, dass sie voller Geld ist. Pantić gerät in Streit mit seiner Familie, und sein Vorgesetzter Srećko Šoić will das Geld dazu verwenden, seine Schulden bei der Mafia zu bezahlen. Er setzt seine Mafiafreunde auf Pantić an, um ihm das Geld abzunehmen, was jedoch scheitert. Pantić selbst will das Geld dem rechtmäßigen Besitzer zurückgeben, der ihm jedoch letztlich nicht einmal die versprochenen 20 Prozent Finderlohn gewährt.